# 棕榈酒
棕榈酒是一种由棕榈科植物（如椰棗和椰）的樹液釀製而成的酒精饮料。  棕榈酒常见于非洲、加勒比地区、南美洲、南亚、东南亚和密克罗尼西亚岛群。